# Джеромсвілл (Огайо)
Джеромсвілл (англ. Jeromesville) — селище (англ. village) в США, в окрузі Ешленд штату Огайо. Населення — 531 особа (2020).

## Географія
Джеромсвілл розташований за координатами 40°48′14″ пн. ш. 82°11′46″ зх. д. / 40.80389° пн. ш. 82.19611° зх. д. (40.803810, -82.196200).  За даними Бюро перепису населення США в 2010 році селище мало площу 0,94 км², з яких 0,94 км² — суходіл та 0,00 км² — водойми.

## Демографія
Згідно з переписом 2010 року, у селищі мешкали 562 особи в 208 домогосподарствах у складі 154 родин. Густота населення становила 597 осіб/км².  Було 234 помешкання (248/км²).
Расовий склад населення:
| - 99,1 % — білих - 0,9 % — корінних американців |

До двох чи більше рас належало 0,0 %. Частка іспаномовних становила 1,1 % від усіх жителів.
За віковим діапазоном населення розподілялося таким чином: 32,4 % — особи молодші 18 років, 56,9 % — особи у віці 18—64 років, 10,7 % — особи у віці 65 років та старші. Медіана віку мешканця становила 33,3 року. На 100 осіб жіночої статі у селищі припадало 98,6 чоловіків;  на 100 жінок у віці від 18 років та старших — 96,9 чоловіків також старших 18 років.
Середній дохід на одне домашнє господарство  становив 58 156 доларів США (медіана — 56 094), а середній дохід на одну сім'ю — 60 310 доларів (медіана — 58 409). За межею бідності перебувало 13,8 % осіб, у тому числі 23,1 % дітей у віці до 18 років та 0,0 % осіб у віці 65 років та старших.
Цивільне працевлаштоване населення становило 282 особи. Основні галузі зайнятості: освіта, охорона здоров'я та соціальна допомога — 19,1 %, виробництво — 17,0 %, сільське господарство, лісництво, риболовля — 11,3 %, публічна адміністрація — 9,6 %.